# 一叩人
一叩人（いっこうじん、本名命尾小太郎、1912年1月16日 - 1999年4月9日）は、昭和時代から平成時代の川柳作家。
1912年、東京府に生まれる。法政大学を卒業。プロレタリア川柳作家の鶴彬の作品や関係資料などを収集し、1977年（昭和52年）には「鶴彬全集」を刊行した。その後絶版となっていた同書は、1998年（平成10年）沢地久枝により増補改訂のうえ再版された。1999年（平成11年）4月9日死去。享年87歳。墓所は青山霊園。